# Florin Crăciun
Florin Cezar Crăciun (* 27. Juni 1989 in Corabia) ist ein rumänischer Bobfahrer.
Crăciun begann 2002 mit dem Bobsport. Seit 2004 gehört er dem Nationalkader an. 2009 startete er erstmals im Bob-Weltcup als Anschieber von Nicolae Istrate im Zweierbob. 2010 nahm er an den Olympischen Winterspielen teil. In Vancouver erreichte er mit dem Zweierbob den elften und mit dem Viererbob den 15. Platz, beide Bobs wurden von Nicolae Istrate gesteuert.
Bei Crăciuns erster Bob-Weltmeisterschaft wurde das Duo Istrate/Crăciun 2011 am Königssee Achter im Zweierbob. Bei der Weltmeisterschaft 2012 in Lake Placid folgte ein zwölfter Platz. 2013 war er Anschieber von Dorin Grigore, bei der Weltmeisterschaft in St. Moritz landeten die beiden auf dem 23. Platz. 2014 nahm Crăciun an den Olympischen Spielen in Sotschi teil, wo er im Zweierbob mit Nicolae Istrate 17. und im von Andreas Neagu gesteuerten Viererbob 24. wurde.
2015 war Crăciun wieder Anschieber von Dorin Grigore und landete bei der Weltmeisterschaft in Winterberg auf dem 32. (Zweier) respektive 24. (Vierer) Platz. Bei den Weltmeisterschaften 2016 in Innsbruck und 2017 am Königssee erreichten die Rumänen als bestes Ergebnis nur Rang 30, jeweils im Viererbob. 2018 nahm Crăciun an seinen dritten Olympischen Spielen teil. In Pyeongchang landete er mit dem Viererbob auf dem 29. Platz.